# Жумабеков, Кенес Нарымбаевич
Кенес Нарымбаевич Жумабеков (каз. Кеңес Нарымбайұлы Жұмабеков; род. 29 ноября 1948, аул Майшункыр, Теректинский район, Западно-Казахстанская область, КазССР, СССР) — советский и казахстанский актёр. Народный артист Казахстана (2024). Лауреат Государственной премии Казахской ССР (1986). Был директором Карагандинского областного казахского театра драмы им. Сакена Сейфуллина.

## Биография
Родился 29 ноября 1948 года в многодетной семье (10 братьев и сестёр), воспитывался в интернате. В 1968 году окончил студию при Казахском театре драмы, в этом же году дебютировал в роли Женисбека в спектакле «Судьба отца» на сцене Карагандинского областного казахского театра драмы. В 1985 году окончил филологический факультет Карагандинского государственного университета.
В репертуаре Жумабекова драматические и комедийные роли: Козы, Жантык («Козы Корпеш — Баян сулу» Г.Мусрепова), Жапал, Нарша («Енлик—Кебек» и «Карагоз» М.Ауэзова), Жан («Жеребёнок мой» О.Букеева), Гани («Юность степной стороны» А.Сатаева), Ак-жигит («В ночь лунного затмения» М.Карима), Борис («Гроза» А. Н. Островского), Мальколм («Макбет» У.Шекспира).
Известен как драматург: по его пьесам «Замана неткен тар едің» (спец. приз на республиканском смотре, посвящённом 150-летию Абая, 1995), «Қаз дауысты Қазыбек би», «Ата парызы» на сценах Карагандинского, Западно-Казахстанского областных театров поставлены спектакли. Пьеса «Адасқандар» («Заблудшие») созданная по заказу областного акимата и управления по делам религий, и согласованная с Духовным управлением мусульман Казахстана, посвящена вопросам религиозной безграмотности, неверного толкования Корана, раскрывает негативную сущность религиозного радикализма и экстремизма.
Автор 6 пьес.

## Признание и награды
- Награждён знаком «Мадениет кайраткерi»[1]
- Лауреат Государственной премии Казахстана (за роль Ленина в спектакле по пьесе С.Жунусова «Равноденствие», 1986)[2].
- Лауреат театральной премии «Еңлікгүл» («Эдельвейс») от Союза театральных деятелей «За вклад в развитие казахского театрального искусства» (2012)[4][7]
- Награждён юбилейной медалью «20 лет независимости Республики Казахстан»[5]
- Заслуженный артист Казахстана (1996);
- 2024 (23 октября) — присвоено почётное звание «Народный артист Казахстана».[8]